# Saint-Paul-du-Vernay
Saint-Paul-du-Vernay es una comuna francesa situada en el departamento de Calvados, en la región Normandía.

## Demografía
| 632 | 625 | 535 | 578 | 612 | 650 | 824 |
| Para los censos de 1962 a 1999 la población legal corresponde a la población sin duplicidades (Fuente: INSEE [Consultar]) |     |     |     |     |     |     |